# Nigramma acutipennis
Nigramma acutipennis är en fjärilsart som beskrevs av Robinson 1975. Nigramma acutipennis ingår i släktet Nigramma och familjen nattflyn. Inga underarter finns listade i Catalogue of Life.